# 沈士团
沈士团（1940年11月—），男，浙江嵊县人，中國无线电遥控遥测专家，北京航空航天大学教授、原校长。

## 生平
1963年毕业于北京航空学院无线电系，并留校任教。1980年至1982年，以访问学者身份赴英国克兰菲尔德大学进修。1982年回国后，历任北航电子工程系系主任、副校长，1988年至2002年任北京航空航天大学校长。

## 社会兼职
主要社会兼职有：中国宇航学会常务理事、中国宇航学会遥测专业委员会副主任、中国知识产权研究会副理事长、中国高等学校知识产权研究会理事长、北京市科协常委、俄罗斯宇航科学院外籍院士、世界工程组织教育培训委员会中方委员、全國政協委員。